# Helsingin Sanomat

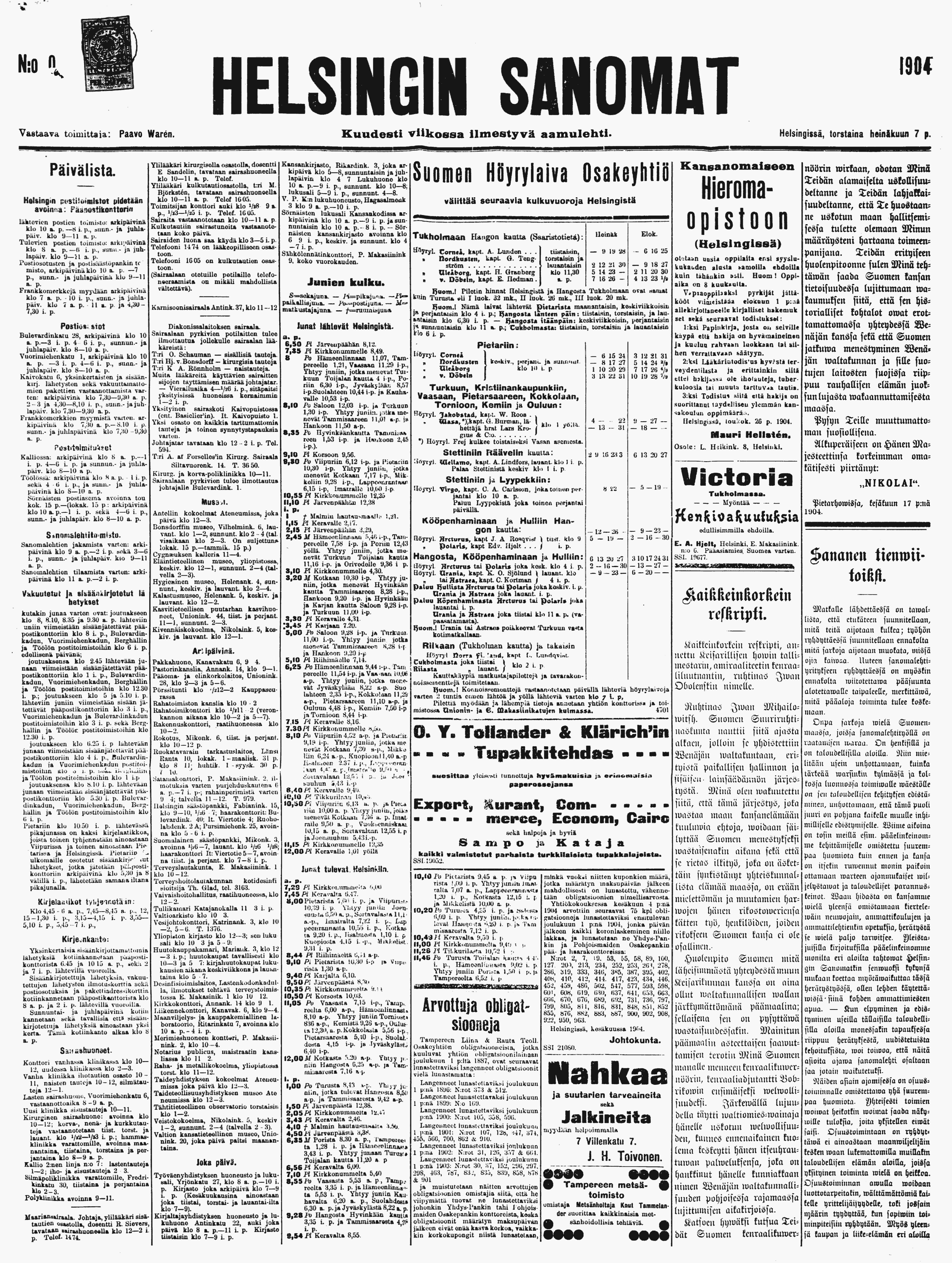
Première page 7 juillet 1904.

Helsingin Sanomat (La Gazette de Helsinki) est le plus grand quotidien finlandais.
Appartenant au groupe de presse Sanoma WSOY, ce quotidien est connu pour son sérieux et son approche élitiste. Il se rapproche en ce sens des références mondiales que sont la Frankfurter Allgemeine Zeitung ou le New York Times.[réf. nécessaire]
Il s'agit du journal le plus important de toute l'Europe du Nord en termes de diffusion.[réf. nécessaire]
Les Finlandais le surnomment affectueusement « Hesari ».

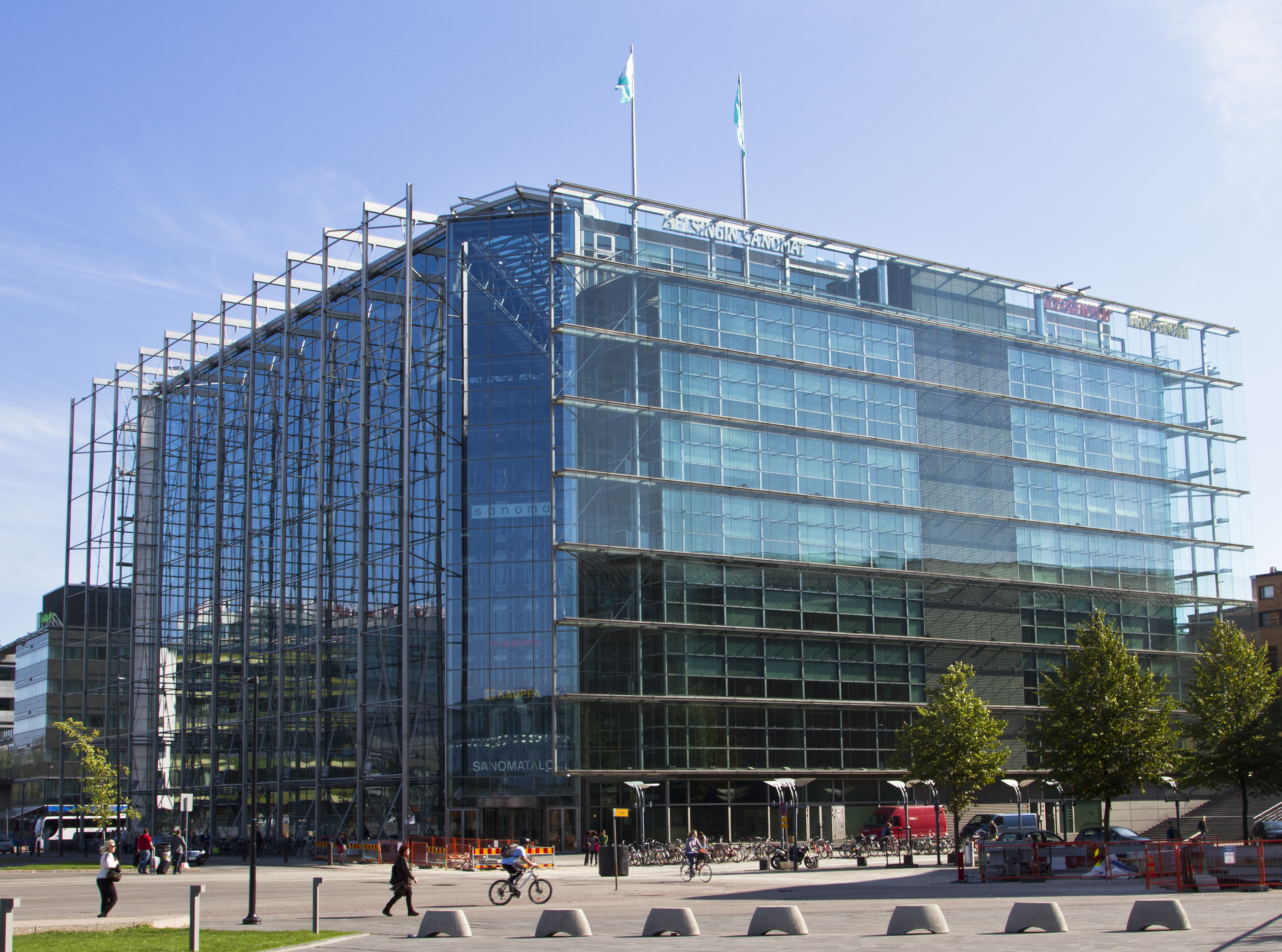
Locaux du journal dans la Sanomatalo.

## Ligne éditoriale
Depuis 1932, le journal se présente comme apolitique.
Cependant, Helsingin Sanomat pèse de tout son poids sur la société finlandaise et est parfois décrit comme une véritable autorité dans l'État : une institution avec ses propres volontés sociales et politiques.
Le journal permet à des points de vue différents de s'exprimer sur diverses questions nationales.
Ses articles se bornent généralement aux faits mais le quotidien compte trois éditoriaux chaque jour.
Farouche partisan de l'entrée de la Finlande dans l'Union européenne pour laquelle il a fait campagne en 1994, il milite actuellement, avec moins de force il est vrai, pour l'entrée de la Finlande à l'OTAN.
En 2003, Helsingin Sanomat fait une grande place dans ses éditoriaux aux opposants à l'invasion de l'Irak par les États-Unis.
Inhabituel pour un journal de cette qualité, la Une est consacrée à la publicité à l'exception d'événements marquants comme lors du passage à l'an 2000 (édition du 1er janvier 2000) ou des attentats du 11 septembre 2001 (édition du 12 septembre 2001).

## Historique
Le journal est fondé en 1889 sous le nom de Päivälehti.
La Finlande est alors un grand-duché sous l'autorité du tsar de Russie.
Le journal prône la liberté de la Finlande et porte des objectifs indépendantistes.
Censuré et interdit par les autorités russes, il doit suspendre sa publication, puis ferme définitivement en 1904.
Ses propriétaires le relancent alors sous le nom de Helsingin Sanomat en 1905.
À la suite de l'indépendance du pays (1917), le journal entretient alors des liens étroits avec le pouvoir finlandais. Ainsi, lors de la Guerre d'Hiver qui l'oppose à l'URSS à la suite du Pacte germano-soviétique en 1939-1940, son éditeur Eljas Erkko est également le ministre des Affaires étrangères du pays.
Helsingin Sanomat couvre aujourd'hui environ 75 % des foyers de la région du grand Helsinki, et fait également fonction de journal local. Il touche quotidiennement plus de 400 000 lecteurs, soit 8 % de la population totale de la Finlande, ce qui en fait un des journaux les plus influents au monde par habitant.
Le journal publie aujourd'hui un supplément mensuel Kuukausiliite, l'hebdomadaire Nyt et des éditions en finnois et anglais sur Internet.

## Rédacteurs en chef
Jusqu'en 1961, Helsingin Sanomat a un rédacteur en chef, à l'exception du tournant des années 1920 et 1930, lorsque Eljas Erkko et Walto Wihtori Tuomioja partagent la rédaction pendant quatre ans. Depuis 1961, le magazine a un rédacteur en chef et un à trois rédacteurs en chef adjoints.

### Rédacteurs en chef avant 1961
- Paavo Warén 1904–1905
- Heikki Renvall 1905–1906
- Severi Nuormaa 1906–1908
- Eero Erkko 1909–1918 jet1920–1927
- Santeri Ivalo 1918–1920
- W. W. Tuomioja 1927–1931
- Eljas Erkko 1927–1938
- Yrjö Niiniluoto 1938–1961

### Rédacteurs en chef adjoints depuis 1961
- Teo Mertanen 1961–1976
- Heikki Tikkanen 1976–1990
- Janne Virkkunen 1991–2010
- Mikael Pentikäinen 2010–2013
- Riikka Venäläinen 2013
- Kaius Niemi (2013–)

### Autres rédacteurs en chef depuis 1961
- Aatos Erkko 1961–1970
- Keijo Kylävaara 1970–1982
- Simopekka Nortamo 1976–1992
- Seppo Kievari 1982–1989
- Keijo K. Kulha 1982–1997
- Reetta Meriläinen 1991–2011
- Heleena Savela 1997–2006
- Riikka Venäläinen 2011–2014[4]
- Päivi Anttikoski 2014–2017[5],[6]
- Antero Mukka 2014–[5]
- Anu Ubaud 2019–[7]

## Diffusion du journal
L'évolution de la diffusion de Helsingin Sanomat de 2001 à 2017 est la suivante: